# Pagiopalus apiculus
Pagiopalus apiculus är en spindelart som beskrevs av Theodore W. Suman 1970. Pagiopalus apiculus ingår i släktet Pagiopalus och familjen snabblöparspindlar. Inga underarter finns listade i Catalogue of Life.